# 余亚农
余亚农（1886年—1959年10月16日），男，安徽寿县下塘集（今属长丰县）人，中华民国军事将领，中华人民共和国政治人物。

## 生平
其祖开荒垦殖，后习文事。父余海门教书为生。
清末余亚农长兄余申甫及次兄余丹甫就读安徽武备练军学堂。1904年余亚农考入武备学堂改的安徽陆军小学堂，徐锡麟时任安徽陆军小学堂会办，深受徐锡麟的恐怖行动民主革命思想影响。升入北京清河镇陆军第一中学。两年后入保定军官学校入伍生队学习。1910年经吴禄贞介绍秘密加入同盟会。武昌起义前夕，受吴禄贞派遣去汉阳联系湖北新军起事。辛亥革命后，被推为全椒民军司令，复应聘为柏文蔚的国民军第一军训练处代理处长。
1912年2月入保定军校学习。二次革命时柏文蔚组建安徽讨袁军，余亚农离校南下讨袁淮上军张孟介（张汇滔）部任营长。二次革命失败后避居上海。参加王亚樵秘密组织的讨袁护法运动，自此成为王亚樵秘密组织的主要成员。1914年7月8日，赴日参加中华革命党成立大会后返沪，奉王亚樵之命在上海法租界吕斑路文德里秘密制造炸弹，拟去爆炸上海警察厅举事，火药意外爆炸，余亚农面部腿部受伤，被法租界巡捕房逮捕，3个月营救获释。
1917年护法运动期间，加入驻粤滇军第四师方声涛部，任夏述唐旅参谋。1922年孙中山蒙难永丰舰，下令讨陈炯明，余亚农参加东路讨贼军许崇智部任第8旅16团第3营营长，败于广州石牌，逃回上海。
第一次国共合作开始后，回安徽与孙品骖等人发动“讨曹（锟）驱马（联甲）”运动，因奉军进攻而失败，避居天津。不久自天津投奔国民军第五军方振武部，任参议。1926年3月，国民军第五军参与国民军与直、奉军的南口会战，转战晋北。余亚农任第二混成旅第六团团长。1926年8月，国民军兵败，第五军退至五原。1926年9月，国民联军成立，第五军整编为国民联军第二军，余亚农任第二军第8旅旅长。1927年春，余亚农部进驻襄樊，升任第二集团军第三方面军第一军第3师师长。1928年3月，南京国民政府二次北伐，所部为第一集团军第四军团第三十四军第89师师长。
1928年5月3日济南事件“五三惨案”时，率部防守黄河大桥，与日军第六师团斋藤旅团激战但最终守住了黄河大桥。1929年1月，第89师被缩编为第44师131旅，任旅长，驻安庆集贤关。1929年8月，调任第45师第134旅旅长。1929年9月，第10军军长方振武因反对“编遣”被蒋介石软禁于南京；蒋介石欲将第45师师长鲍刚与第6师师长方策对调，鲍刚在芜湖起兵反蒋，余亚农闻讯后于安庆北门外集贤关营园客厅将前来点编的师长方策扣押，率部开进五祖山反蒋，因众寡悬殊失败，流亡上海。
1930年中原大战爆发后，乘船去天津转郑州，被冯玉祥委为豫皖边区第一路军司令。后因内部不团结，该部为蒋介石分化瓦解，重返上海。
1931年九一八事变后，参与王亚樵的秘密组织“铁血锄奸团”，分工负责政治侦察，确定打击对象。
1933年5月，参加冯玉祥的察哈尔民众抗日同盟军，任援助沽源及多伦的预备队司令。察哈尔民众抗日同盟军在蒋介石、何应钦的军事镇压下失败，避居上海从事秘密工作。
1933年冬发生福建事变。星夜赶往福州，被委为第29路军总指挥。但该部未及成立，福建事变失败，又回上海从事秘密工作。
1935年11月1日，晨光通讯社记者孙凤鸣于中国国民党四届六中全会开幕式上刺杀汪精卫，一弹击中左颊，一弹击中脊背。被送进中央医院抢救，取出左颊内的一颗弹头，另一颗子弹仍留体内。戴笠亲自带军统精锐骨干去香港打击王亚樵组织骨干领导人。王亚樵、余亚农与郑抱真等经水路逃到广西梧州李济琛圩子。
1936年8月，受李济琛领导的民族革命大同盟委托与张献廷持密信去陕北，联络反蒋，受到周恩来、李克农的热情接待恳谈，毛泽东、朱德亲自饯行。返回梧州时，王亚樵已被军统特务暗杀。
1938年春，任皖北人民抗日自卫军第5路指挥。因与彭雪枫的新四军第六支队合作良好，1938年冬所部被桂系黄瑞华、蒙若刚部包围缴械。余亚农被逮捕后，经安徽省民众总动员委员会及社会人士营救始获释。在淮北老家闲居。
抗战胜利后，应华中局书记邓子恢邀请赴苏北，与蔡蹈和、郑抱真等商谈。后到上海，经沈钧儒、沈志远介绍，加入民盟，又以“民革”名义开展兵运策反。  
1949年后担任华东军政委员会委员、皖北行政区政治协商委员会副主席、皖北人民行政公署监委会副主任。1954年，当选第一届全国人民代表大会代表。后任第二届全国人大代表、中国人民政治协商会议安徽省委员会副主席、中国国民党革命委员会安徽省委员会主任委员、安徽省人民委员会委员、安徽省副省长等职。1959年7月申请入党，1959年10月2日中共安徽省委员会批准他为中国共产党正式党员。1959年10月16日因突发急性心肌梗死，在安徽省立医院病逝。